# Premier League (Libyen)
Die Premier League ist die höchste Spielklasse des nationalen Fußballverbands von Libyen und wurde 1963 gegründet. Rekordsieger ist al-Ittihad aus Tripolis mit 18 Titeln.

## Anzahl der Meisterschaften
Quelle: Rec.Sport.Soccer Statistics Foundation
| Verein              | Titel | Jahr |
| ------------------- | ----- | --- |
| Al-Ittihad          | 18    | 1965, 1966, 1969, 1986, 1988, 1989, 1990, 1991, 2002, 2003, 2005, 2006, 2007, 2008, 2009, 2010, 2021, 2022 |
| Al-Ahly (Tripolis)  | 13    | 1964, 1971, 1973, 1974, 1978, 1984, 1993, 1994, 1995, 2014, 2016, 2023                                     |
| Al-Ahly Bengasi     | 4     | 1970, 1972, 1975, 1992                                                                                     |
| Al-Madina SC        | 3     | 1976, 1983, 2001                                                                                           |
| Al Tahaddy SC       | 3     | 1968, 1977, 1997                                                                                           |
| Al-Nasr SCSC        | 3     | 1987, 2018, 2024                                                                                           |
| Almahalla SC        | 2     | 1998, 1999                                                                                                 |
| Al-Dhahra SC        | 1     | 1985 |
| Al-Shat SC          | 1     | 1996 |
| Olympic Azzaweya SC | 1     | 2004 |

- Von 1979 bis 1982, 2011 bis 2013, 2014/15 und 2016/17 wurde keine Meisterschaft ausgetragen.
- 1978/79 wurde die Meisterschaft nicht beendet.
- 2010/11 wurde die Meisterschaft wegen des Bürgerkriegs ausgesetzt.
- 2019 wurde die Meisterschaft nicht beendet.